# ТЕС Сайной
ТЕС Сайной – колишня теплова електростанція у Таїланді, яка знаходилась на північно-західній околиці столичної агломерації.
В 1995 році на майданчику станції стали до ладу дві встановлені на роботу у відкритому циклі газові турбіни Mitsubishi потужністю по 122 МВт. 
Всього за кілька років після введення в експлуатацію ТЕС Сайной виник проект використання однієї з її турбін на ТЕС Ратчабурі, відстрочка запуску якої загрожувала штрафними санкціями зі сторони м’янмарського постачальника блакитного палива. Хоча на цей раз віддали перевагу переміщенню набагато меншої турбіни з ТЕС Лан-Крабу, проте у підсумку станція Сайной пропрацювала недовго і вже у 2001-му обидві її турбіни запустили в роботу на ТЕС Сураттхані на півдні Таїланду.
Станція була розрахована на використання нафтопродуктів, хоча за умови більш тривалого існування могла б використовувати блакитне паливо, оскільки у 2000-му через район Сайной пройшов газопровід Ратчабурі – Вангной.
Власником станції була державна електроенергетична корпорація Electric Generating Authority of Thailand (EGAT).